# Высоцкий, Александр Степанович
Высоцкий Александр Степанович (19 июля 1934, Кульчин, Волынское воеводство — 11 июня 2008, Кривой Рог, Днепропетровская область) — советский шахтёр-бурильщик, передовик производства в железорудной промышленности. Почётный горняк СССР. Герой Социалистического Труда (1966).

## Биография
Родился 19 июля 1934 года в селе Кульчин.
В Кривом Роге с 1951 года, куда приехал по распределению на восстановление горной промышленности. В 1952 году окончил Криворожскую горнопромышленную школу № 4. В 1952—1954 годах — ученик бурильщика. В 1954—1957 годах служил в Советской армии. В 1956 году окончил Криворожский горнорудный техникум. В 1957—1975 годах работал бурильщиком шахт имени 1 Мая, имени Ворошилова, бригадиром бурильщиков шахты «Саксагань» шахтоуправления имени Ф. Э. Дзержинского треста «Дзержинскруда» Министерства чёрной металлургии Украинской ССР, был секретарём партийного комитета, заместителем главного инженера.
Перешёл на работу в рудоуправление имени С. М. Кирова, начал работать бурильщиком на шахте № 1 имени Артёма, входил в состав комсомольских бюро шахты и рудоуправления. В 1974 году окончил Криворожский горнорудный институт, в 1977 году — Высшую партийную школу при ЦК КПСС.
- 1977—1982 — секретарь партийного комитета рудоуправления имени Кирова;
- 1982—1989 — главный инженер шахты № 2 имени Артёма;
- 1989—1992 — председатель комитета народного контроля рудоуправления имени Кирова.

Передовик производства в железорудной промышленности, добился значительных успехов в выполнении производственных планов. Был инициатором почина за личный трудовой вклад в пятилетку. Владел семью основными горными профессиями. Принимал участие в создании новых технологий, испытывал опытные образцы горной техники. Руководил передовыми рудодобывающими бригадами. Лично подготовил около 30 горняков. Работая на руднике имени Ф. Э. Дзержинского установил всесоюзный рекорд проходки — 511 метров подэтажных выработок. Участник выставок народного хозяйства СССР и УССР.
Член КПСС с 1960 года, член Криворожского горкома КПУ. Делегат XXII съезда КПСС, XXIV съезда компартии Украины. Депутат Верховного Совета СССР 8—9-го созывов, депутат Днепропетровского областного и Криворожского городского советов.
Умер 11 июня 2008 года в Кривом Роге, где и похоронен на Центральном кладбище.

## Награды
- Медаль «Серп и Молот» (22.03.1966);
- Орден Ленина (22.03.1966);
- Орден Октябрьской Революции (30.03.1971);
- Орден Трудового Красного Знамени (19.02.1974);
- Медаль «За трудовую доблесть» (26.04.1963)
- Почётный горняк СССР;
- знак «За заслуги перед городом» (Кривой Рог) 3-й степени.

## Память
- Приз имени Высоцкого — удостоены более 30 молодых криворожских горняков.
- Трудовым достижением посвящена книга «Герой Социалистического Труда Александр Высоцкий» вышедшая в Днепропетровске в 1974 году.
- Имя на Стеле Героев в Кривом Роге.